# Eragrostis micrantha
Eragrostis micrantha är en gräsart som beskrevs av Eduard Hackel. Eragrostis micrantha ingår i släktet kärleksgrässläktet, och familjen gräs. Inga underarter finns listade i Catalogue of Life.